# 신예은
신예은(1998년 1월 18일 ~ )은 대한민국의 배우이다.

## 학력
- 안양예술고등학교 연극영화과 졸업
- 성균관대학교 연기예술학 재학

## 경력

### 2018년 ~ 현재: 데뷔와 초기 경력

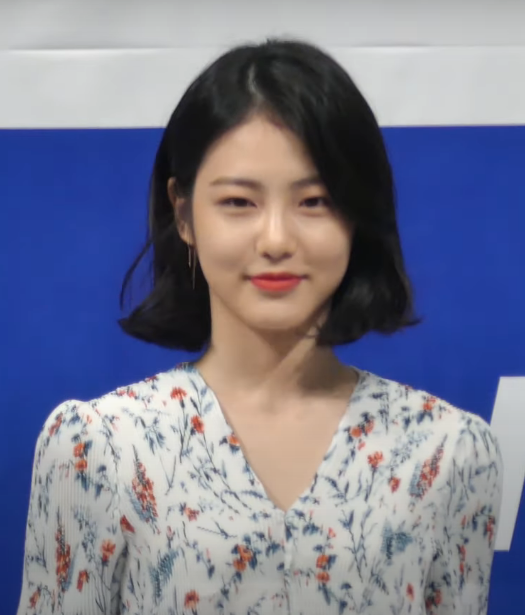
2019년 3월 5일 tvN 드라마 《사이코메트리 그녀석》 제작발표회에서 신예은

2018년 7월 1일에 첫 공개된 플레이리스트의 웹 드라마 《에이틴》에서 도하나 역으로 출연했으며, 8월 20일 JYP 엔터테인먼트와 전속계약을 맺었다.
이후 차기작으로 2019년 3월에 첫 방영된 tvN의 판타지 로맨스릴러 드라마 《사이코메트리 그녀석》에서 윤재인 역으로 출연하였다.
이 드라마와 촬영이 겹친 관계로 웹 드라마 《에이틴 2》에는 가끔씩 출연하였다.
2019년 7월 5일부터 2020년 7월 17일까지 골든차일드의 멤버 최보민과 함께 KBS 2TV의 음악 프로그램 《뮤직뱅크》를 공동 진행했었다.
2019년 9월 1일부터 JYP 엔터테인먼트와 배우 부문 공동 운영 체제인 앤피오엔터테인먼트 소속이 되었다.
동명의 웹툰을 원작으로 한 KBS 2TV 드라마 《어서와》에서 여주인공 김솔아 역을 맡았다. 이 작품은 2020년 3월에 첫 방영을 했다.
이후 차기작으로 같은 해 9월에 방영한 JTBC 드라마 《경우의 수》에서 경우연 역으로 출연했다.
2021년 1월 18일에 발매된 유노윤호의 미니 2집 《NOIR》의 수록곡 "불면 (不眠; La Rosa)" 피처링에 참여했다.

## 출연 작품

### 드라마
- 2018년 플레이리스트 웹드라마 《에이틴》 ... 도하나 역
- 2019년 tvN 월화드라마 《사이코메트리 그녀석》 ... 윤재인 역
- 2019년 플레이리스트 웹드라마 《에이틴 2》 ... 도하나 역
- 2020년 KBS2 수목드라마 《어서와》 ... 김솔아 역
- 2020년 JTBC 금토드라마 《경우의 수》 ... 경우연 역
- 2021년 KBS2 단막극 《드라마 스페셜 - 딱밤 한 대가 이별에 미치는 영향》 ... 오진 역
- 2022년 Disney+ 오리지널 드라마 《너와 나의 경찰수업》 ... 장소연 역 (특별출연)
- 2022년 tvN 수목드라마 《유미의 세포들 2》 ... 유다은 역 (특별출연)
- 2022년 Disney+ 오리지널 드라마 《3인칭 복수》 ... 옥찬미 역
- 2022년 Netflix 오리지널 드라마 《더 글로리》 ... 어린 박연진 역 (임지연 아역)
- 2023년 tvN 수목드라마 《성스러운 아이돌》 ... 이블 보이즈가 속한 기획사 여배우 역 (특별출연)
- 2023년 SBS 월화드라마 《꽃선비 열애사》 ... 윤단오 역
- 2024년 tvN 토일드라마 《정년이》 ... 허영서 역
- 2025년 Disney+ 오리지널 드라마 《탁류》 ... 최은 역
- 2025년 JTBC 토일드라마 《백 번의 추억》 … 서종희 역

### 영화
- 2021년 《어쩌다 공주, 닭냥이 왕자를 부탁해!》 - 필 공주 역 (목소리, 2022년 9월 8일 개봉)
- 2025년 《말할 수 없는 비밀》 - 박인희 역

## 그외 활동

### 예능
| 연도 | 방송사   | 제목                 | 역할      | 기간                  | 비고    |
| ---- | -------- | -------------------- | --------- | --------------------- | ------- |
| 2018 | KBS 2TV  | 해피투게더 4         | 게스트    | 2018.11.29            |         |
| 2019 | SBS      | 본격연예 한밤        | 인터뷰    | 2019.01.22            |         |
| 2019 | 유튜브   | 네모여행             | 출연자    | 2019.03.22~06.14      | 웹 예능 |
| 2019 | KBS 2TV  | 뮤직뱅크             | MC        | 2019.07.05~2020.07.17 |         |
| 2019 | KBS 2TV  | 연예가중계           | 인터뷰    | 2019.07.05            |         |
| 2019 | tvN      | 짠내투어             | 게스트    | 2019.07.15~08.05      |         |
| 2019 | KBS 2TV  | 슈퍼맨이 돌아왔다    | 출연자    | 2019.08.18~08.25      |         |
| 2019 | 유튜브   | 신예은의 시크릿 일상 | 출연자    | 2019.09.06~11.15      | 웹 예능 |
| 2019 | KBS 2TV  | 연예가중계           | 인터뷰    | 2019.10.18            |         |
| 2020 | KBS 2TV  | 해피투게더 4         | 스페셜 MC | 2020.03.19            |         |
| 2020 | 카카오TV | 페이스아이디         | 출연자    | 2020.11.23~12.14      | 웹 예능 |
| 2020 | KBS 2TV  | KBS 가요대축제       | MC        | 2020.12.18            |         |
| 2021 | SBS      | 맛남의 광장          | 게스트    | 2021.01.28~02.04      |         |
| 2023 | MBC      | 전지적 참견시점      | 게스트    | 2023.03.18            |         |
| 2023 | KBS 2TV  | 케이팝 슈퍼 라이브   | MC        | 2023.04.30            |         |
| 2023 | SBS      | 미운우리새끼         | 스페셜 MC | 2023.03.19            |         |
| 2023 | SBS      | 런닝맨               | 게스트    | 2023.04.09            | 649회   |
| 2023 | SBS      | 런닝맨               | 게스트    | 2023.11.19~11.26      | 680회   |
| 2023 | SBS      | 런닝맨               | 게스트    | 2023.11.19~11.26      | 681회   |

### 라디오
| 연도 | 방송사   | 제목                   | 6         | 기간                  | 비고 |
| ---- | -------- | ---------------------- | --------- | --------------------- | ---- |
| 2020 | KBS 쿨FM | 강한나의 볼륨을 높여요 | 게스트    | 2020.03.24            |      |
| 2021 | KBS 쿨FM | 강한나의 볼륨을 높여요 | 스페셜 DJ | 2021.05.12            |      |
| 2021 | KBS 쿨FM | 신예은의 볼륨을 높여요 | DJ        | 2021.11.01~2022.07.31 |      |

### 뮤직비디오
| 연도 | 가수명             | 노래명                              | 공동 출연 | 비고 | 출처 |
| ---- | ------------------ | ----------------------------------- | --------- | ---- | ---- |
| 2018 | DAY6               | Shoot Me                            |           |      |      |
| 2019 | 브라운 아이드 소울 | Right (Feat. SOLE)                  |           |      |      |
| 2020 | 다영, 엑시         | 어마어마                            | 엘        |      |      |
| 2020 | 신예은             | 별똥별                              | 엘        |      |      |
| 2020 | 신예은             | 별똥별 (Teaser)                     | 엘        |      |      |
| 2021 | 유노윤호           | 불면 (不眠; La Rosa) (Feat. 신예은) |           |      |      |

### 콘서트
| 연도 | 제목                                   | 역할   | 기간       | 장소                 | 비고 |
| ---- | -------------------------------------- | ------ | ---------- | -------------------- | ---- |
| 2019 | 에이틴 팬미팅 <A - TEEN FAN MEET - UP> | 출연자 | 2019.07.13 | SMTOWN 코엑스 아티움 |      |

### 광고
| 연도 | 광고주          | 브랜드                               | 종류               | 공동 출연              | 출처 |
| ---- | --------------- | ------------------------------------ | ------------------ | ---------------------- | ---- |
| 2017 | 뉴필            | 황지수화장품 퓨어 데일리 포밍 클렌저 | 화장품             |                        |      |
| 2017 | SK텔레콤        |                                      | 통신사             |                        |      |
| 2017 | GC녹십자        | 50주년 기념 공익 광고                | 의약품             |                        |      |
| 2017 | 신동아건설      | 휴리치                               | 건설사             |                        |      |
| 2017 | 엔씨소프트      | 블레이드 앤 소울                     | 게임               |                        |      |
| 2018 | 투썸플레이스    | 디지털 캠페인                        | 카페 프랜차이즈    |                        |      |
| 2018 | LG전자          | LG G7 ThinQ                          | 핸드폰             |                        |      |
| 2018 | 플레이스        | 모아트 벨벳 립스틱 에이틴 에디션     | 화장품             |                        |      |
| 2018 | SK텔레콤        | 0 Teen                               | 통신사             | 이나은, 신승호, 류의현 |      |
| 2018 | 디지털대성      | 대성마이맥                           | 인터넷 강의 사이트 |                        |      |
| 2018 | 코카콜라 컴퍼니 | 스프라이트                           | 음료               |                        |      |
| 2018 | 데상트          | 르꼬끄 스포르티브                    | 의류               |                        |      |
| 2018 | 코익            | 랑방 에끌라 드 아르페쥬              | 화장품             |                        |      |
| 2019 | 아모레퍼시픽    | 이니스프리                           | 화장품             |                        |      |
| 2019 | 세정그룹        | 니                                   | 의류               | 신승호                 |      |
| 2019 | 목우촌          | 또래오래                             | 치킨 프랜차이즈    | SF9                    |      |
| 2019 | 이데아코즈      | 안나수이 판타지아 머메이드           | 화장품             |                        |      |
| 2019 | 형지엘리트      | 엘리트                               | 학생복             | AB6IX                  |      |
| 2019 | 제주소주        | 제주소주 푸른밤                      | 주류               |                        |      |
| 2019 | JW중외제약      | 프렌즈 아이드롭                      | 의약품             |                        |      |
| 2020 | 세정그룹        | 일리앤                               | 주얼리             |                        |      |
| 2020 | 한국청정음료    | 몽베스트                             | 생수               |                        |      |
| 2020 | 네파            | 패리스                               | 아웃도어           | 크러쉬                 |      |
| 2021 | LF              | 트라이본즈 포멜카멜레                | 액세서리           |                        |      |

### 홍보대사
| 연도 | 경력                                       |
| ---- | ------------------------------------------ |
| 2019 | 제21회 부천국제애니메이션페스티벌 홍보대사 |

## 음반 작품

### 싱글
| 연도 | 음반명             | 노래명                | 가수명 | 발매일     | 비고 |
| ---- | ------------------ | --------------------- | ------ | ---------- | ---- |
| 2020 | 어서와 OST Part 12 | 별똥별 별똥별 (Inst.) | 신예은 | 2020.04.29 |      |

### 참여
| 연도 | 음반명                    | 노래명                              | 가수명   | 발매일     | 비고 |
| ---- | ------------------------- | ----------------------------------- | -------- | ---------- | ---- |
| 2020 | 어서와 Special OST        | 별똥별                              | 신예은   | 2020.05.13 |      |
| 2021 | NOIR - The 2nd Mini Album | 불면 (不眠; La Rosa) (Feat. 신예은) | 유노윤호 | 2021.01.18 |      |

## 수상 및 후보
| 연도 | 시상식                           | 부문                                     | 작품                                                | 결과 | 출처   |
| ---- | -------------------------------- | ---------------------------------------- | --------------------------------------------------- | ---- | ------ |
| 2019 | 올해의 브랜드 대상               | 올해의 라이징 스타 여자 배우 부문        | 빈칸                                                | 수상 |        |
| 2019 | 제12회 코리아 드라마 어워즈      | 올해의 스타상                            | 사이코메트리 그녀석                                 | 수상 |        |
| 2019 | KBS 연예대상                     | 쇼·오락부문 신인상                       | 뮤직뱅크                                            | 후보 |        |
| 2019 | KBS 연예대상                     | 베스트 커플상 (With 최보민)              | 뮤직뱅크                                            | 수상 | [ 10 ] |
| 2020 | 아시아 모델 어워즈               | 여자배우부문 신인상                      | 빈칸                                                | 수상 |        |
| 2020 | KBS 연기대상                     | 여자 신인연기상                          | 어서와                                              | 수상 | [ 11 ] |
| 2021 | KBS 연기대상                     | 여자 연작·단막극상                       | KBS 드라마 스페셜 - 딱밤 한 대가 이별에 미치는 영향 | 후보 |        |
| 2023 | 제2회 청룡 시리즈 어워즈         | 드라마부문 신인여우상                    | 3인칭 복수                                          | 수상 |        |
| 2023 | 2023 방송광고페스티벌            | CF스타 신인상                            | 빈칸                                                | 수상 |        |
| 2023 | 올해의 브랜드 대상               | 올해의 라이징 스타 여자배우 부문         | 빈칸                                                | 수상 |        |
| 2023 | SBS 연기대상                     | 미니시리즈 멜로·로코부문 여자 우수연기상 | 꽃선비 열애사                                       | 수상 |        |
| 2023 | 제9회 서울콘 에이판 스타 어워즈  | 여자 연기상                              | 꽃선비 열애사, 3인칭 복수                           | 수상 |        |
| 2024 | 제2회 펀덱스어워드               | TV드라마 조연 부문                       | 정년이                                              | 수상 |        |
| 2024 | 제10회 서울콘 에이판 스타 어워즈 | 미니시리즈부문 여자 우수연기상           | 정년이                                              | 후보 |        |